# Dobre Miasto
Dobre Miasto (dawniej także Dobremiasto, niem. Guttstadt) – miasto w woj. warmińsko-mazurskim, w powiecie olsztyńskim, siedziba gminy miejsko-wiejskiej. Ośrodek usługowy i przemysłowy na Pojezierzu Olsztyńskim nad Łyną, ok. 25 km na północ od Olsztyna. Jedno z miast aglomeracji olsztyńskiej.
Dobre Miasto leży na Warmii, na obszarze dawnej pruskiej Pogezanii.
Według danych GUS z 1 stycznia 2024 r. Dobre Miasto ma 9255 mieszkańców.

## Nazwa
Początkowo miasto nazywało się Guddamistan, tj. z niem. Gudestat, od pruskiego plemienia Gudde. Z czasem niemieccy osadnicy przekręcili ją na Guttstadt, które tłumaczono na język łaciński jako Bona Civitas, a na polski Dobre Miasto.
Formy nazewnicze do 1945 roku: niem. Guttstadt – inne nazwy: Guddestat, Godenstat, Gudinstat, Gutberg, Gutenstat, Guthenstadt, Guthinstadt), od 1946 oficjalnie Dobre Miasto.

## Herb
Herb przedstawia jelenia trzymającego w pysku gałązkę dębu z dwoma żołędziami, stojącego na zielonej trawie. Patronką jest święta Katarzyna Aleksandryjska. Herb i flagę gminy ustanowiono Uchwałą Rady Miejskiej w Dobrym Mieście z 20 lutego 2020.

## Historia

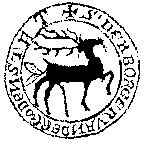
Wzór pieczęci miejskiej z XIV w.

Dobre Miasto powstało w 1325 w miejscu grodu pruskiego, położonego pośród bagien i rozlewisk, nad brzegiem rzeki Łyny, na sztucznej wyspie powstałej po przekopaniu kanału, tzw. Dużej Łyny dla potrzeb obronnych i młyna. W dniu 26 grudnia 1329 biskup warmiński Henryk II Wogenap nadał osadzie prawa miejskie na prawie chełmińskim. Z 1336 pochodzi łaciński zapis miasta – Bona Civitas. W 1347 do Dobrego Miasta z Głotowa przeniesiono kapitułę biskupią. W 1356 podczas napadu Litwinów zniszczeniu uległy zabudowania kolegiaty. W latach 1373–1396 wybudowano kolegiatę, zabudowania rezydencyjne i gospodarcze kapituły, a miasto obwiedziono murami miejskimi z trzema bramami i basztami. W 1414 nastąpił najazd wojsk polskich, które spaliły miasto porzucone przez mieszkańców.

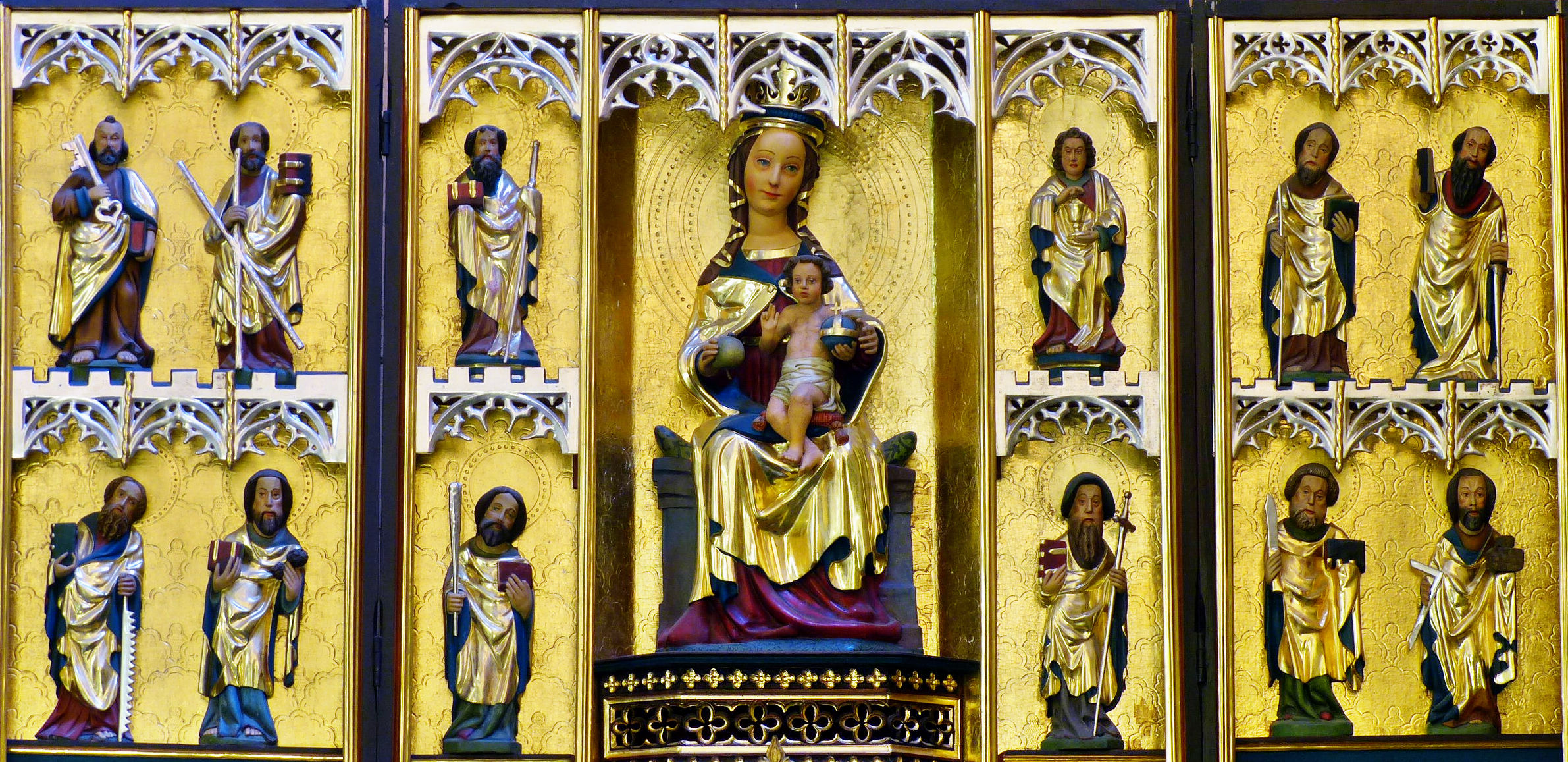
Tryptyk Mariacki z XV w. w kolegiacie

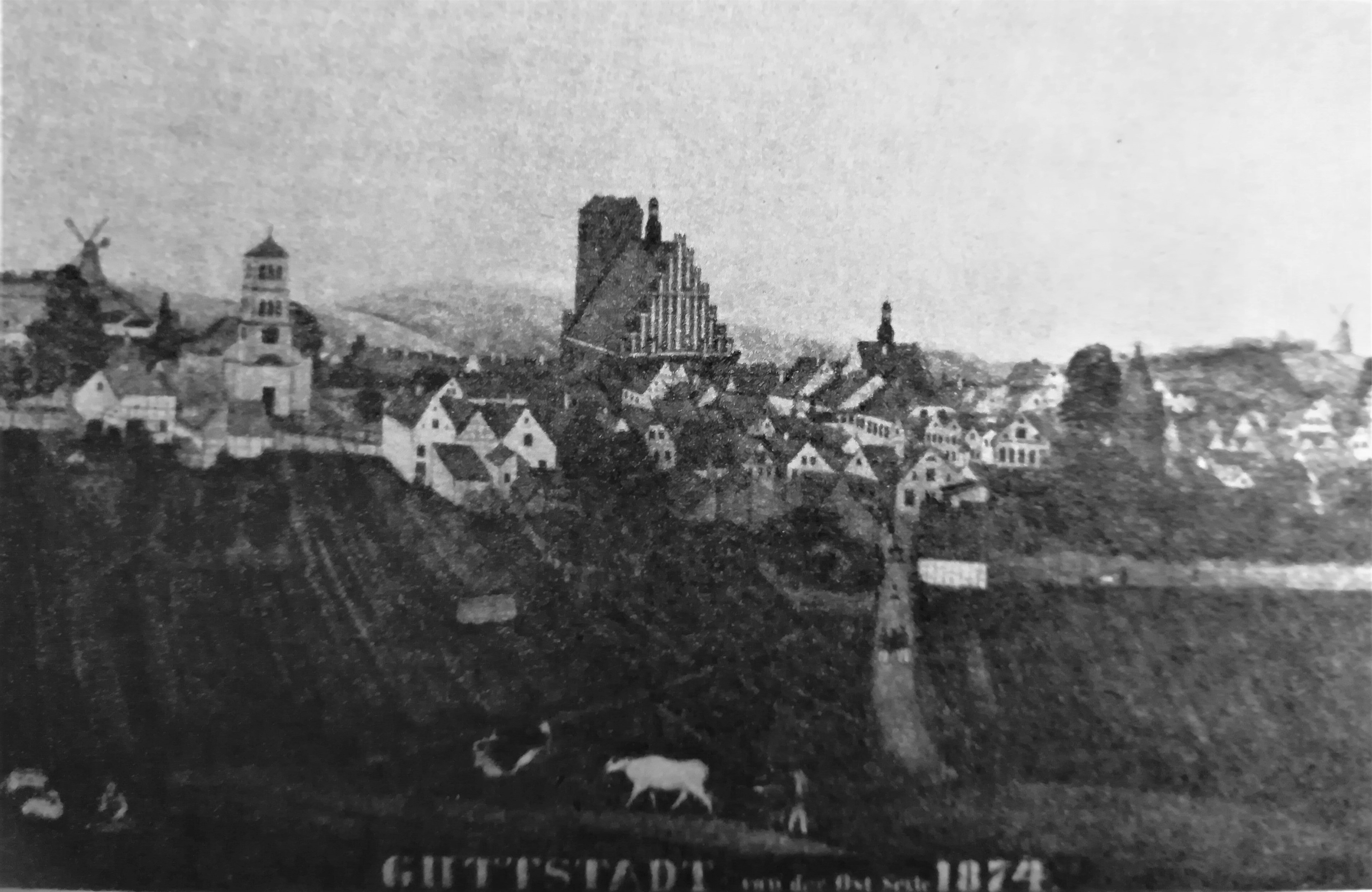
Panorama z 1874

Dobre Miasto było ośrodkiem dóbr biskupich, siedzibą kapituły kolegiackiej (do 1811), a także ośrodkiem handlu i rzemiosła. Mieszczanie trudnili się tkactwem i piwowarstwem, handlowali lnem, zbożem, tytoniem i solą. W 1440 miasto przystąpiło do antykrzyżackiego Związku Pruskiego, na prośbę którego w 1454 król Kazimierz IV Jagiellończyk ogłosił wcielenie regionu z miastem do Królestwa Polskiego. W 1454 doszło do buntu mieszczan przeciw biskupowi Franciszkowi Kuhsmalzowi. Zniszczono wówczas rezydencję w Smolajnach. W 1466, na mocy postanowień pokoju toruńskiego wraz z całą Warmią, znalazło się w granicach inkorporowanych do Polski Prus Królewskich. W latach 1519–1521 podczas wojny polsko-krzyżackiej Dobre Miasto było okupowane przez armię wielkiego mistrza Albrechta Hohenzollerna, która obrabowała skarbiec kolegiaty. W latach 1626–1629 było okupowane przez wojska szwedzkie Gustawa Adolfa, które w 1627 zniszczyły miasto, a wycofując się, zrabowały bibliotekę kapituły. W XVII i XVIII miasto znane było ze złotnictwa. 
Do rozbiorów Dobre Miasto znajdowało się na autonomicznym obszarze podległym władzy biskupów warmińskich – Dominium Warmińskim, pełniło funkcję tzw. komory. W 1711 zmarł w nim i został pochowany kanclerz wielki koronny Andrzej Załuski. W 1719 całkowicie spłonął pałac biskupi. W 1771 doszło do pożaru, który zniszczył większą część zabudowy. Rok później miasto dostało się pod zabór pruski. W 1801 większą część zabudowy zniszczył kolejny pożar. W 1807 stacjonowały w nim wojska gen. Józefa Zajączka. W październiku 1810 dekretem króla Prus zlikwidowano kolegiatę. W 1828 uruchomiona została pierwsza fabryka sukna. W latach 1830–1834 wybudowano w mieście kościół ewangelicki, którego fundatorem był Fryderyk Wilhelm III, a projektantem Karl Friedrich Schinkel. W 1848 doszło do buntu biedoty miejskiej, zdławionego przez władze. W 1852 powstała wytwórnia wyrobów rymarskich. W latach 1865–1896 było siedzibą władz powiatu lidzbarskiego. W 1884 wybudowano linię kolejową łączącą Dobre Miasto z Olsztynem i Ornetą.
W 1939 miało 5931 mieszkańców. Podczas II wojny światowej zniszczenia wynosiły ponad 65% zabudowy, w tym całkowicie rynku i otoczenia. Po wojnie miasto zostało odbudowane i rozbudowane, bez odbudowy rynku, powstała Warmińska Fabryka Maszyn Rolniczych Warfama, filia Zakładów Przemysłu Cukierniczego Jutrzenka, fabryka mączki drzewnej, mleczarnia i zakłady drzewne. 14 maja 1960 prymas Polski kardynał Stefan Wyszyński przywrócił kapitułę kolegiacką.
W latach 1958–1972 miasto było siedzibą gromady Dobre Miasto, do niej nie należąc. W latach 1975–1998 w województwie olsztyńskim.

## Zabytki
- Gotycki kościół Najświętszego Zbawiciela i Wszystkich Świętych – druga co do wielkości świątynia Warmii. Budowla wzniesiona została pomiędzy 1357 a 1395 r., zakończenie wieży przeciągnęło się do początku XVI w. Zachowało się bogate wyposażenie z XV – XVIII w. Od południa przylegają zabudowania kolegium, złożone z trzech skrzydeł usytuowanych wokół dużego dziedzińca[10]. Tytuł bazyliki mniejszej od 1989.
  - Rzeźba Madonny z XV wieku.
  - Późnobarokowy ołtarz z 1748.
  - Epitafium biskupa warmińskiego A. Ch. Załuskiego.
- Fragmenty murów obronnych z gotycką wieżą z XIV wieku, nazywaną Basztą Bocianią.
- Kaplica św. Jerzego z XVIII w.
- Klasycystyczny kościół poewangelicki (1830–1832)
- Późnobarokowa kaplica św. Mikołaja z ok. 1740, obecnie greckokatolicka Cerkiew św. Mikołaja
- Warmińskie kapliczki przydrożne z XIX w.
- Wieża ciśnień z 1905 roku.
- Spichlerze.
- Urząd Miejski.
- Kamienice i domy.

Wybrane zabytki
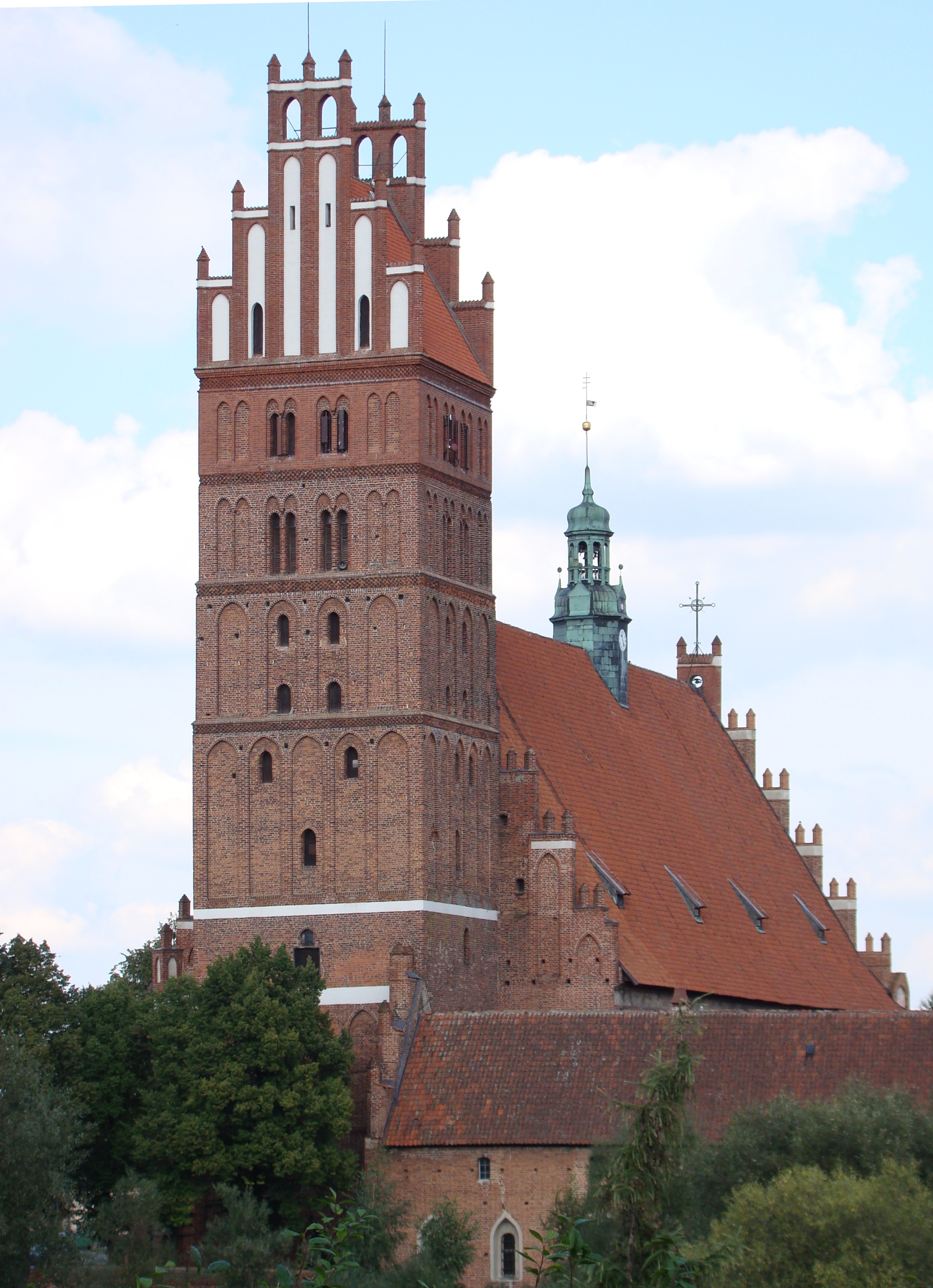
Bazylika
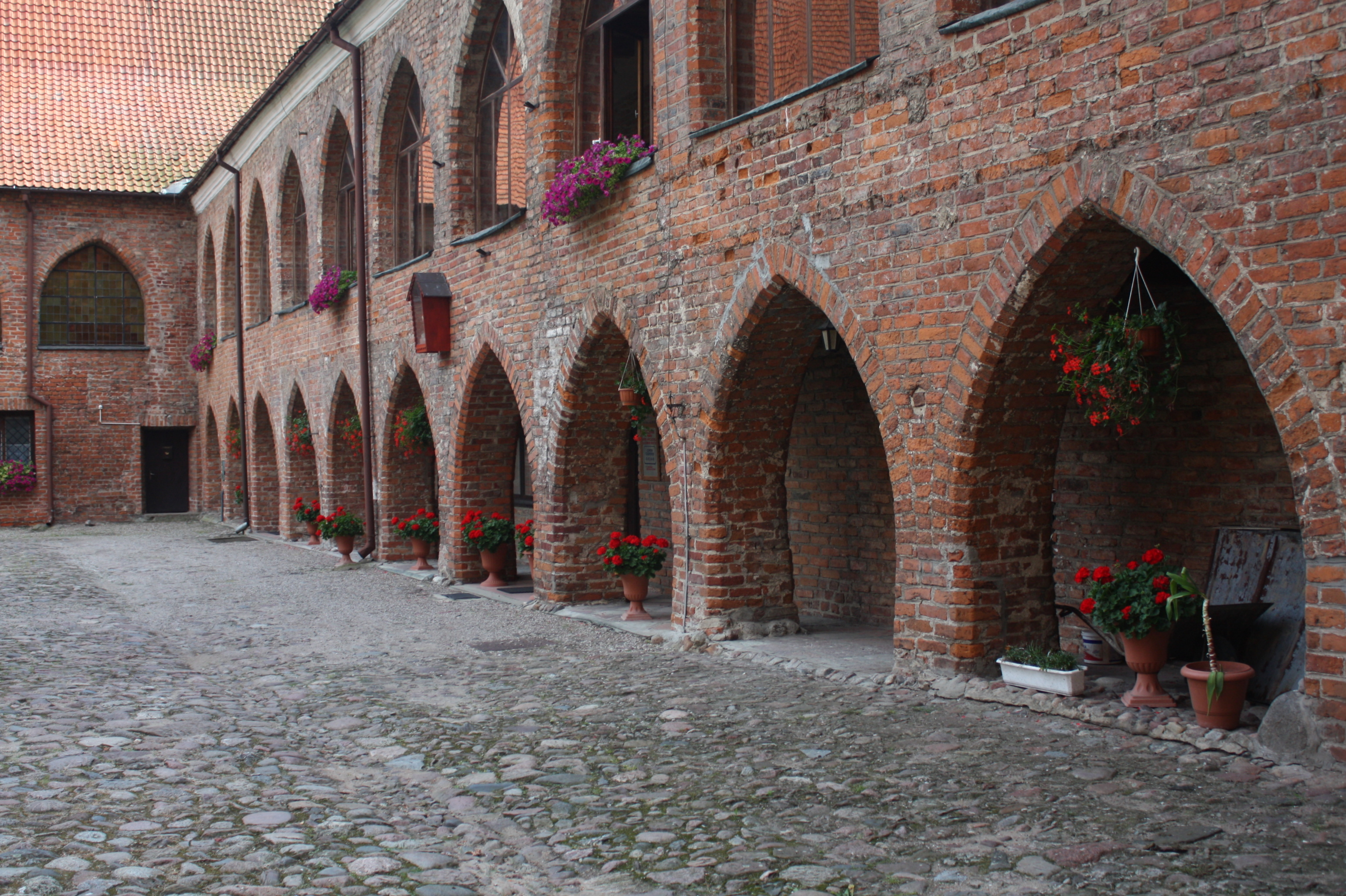
Zabudowania kolegiackie
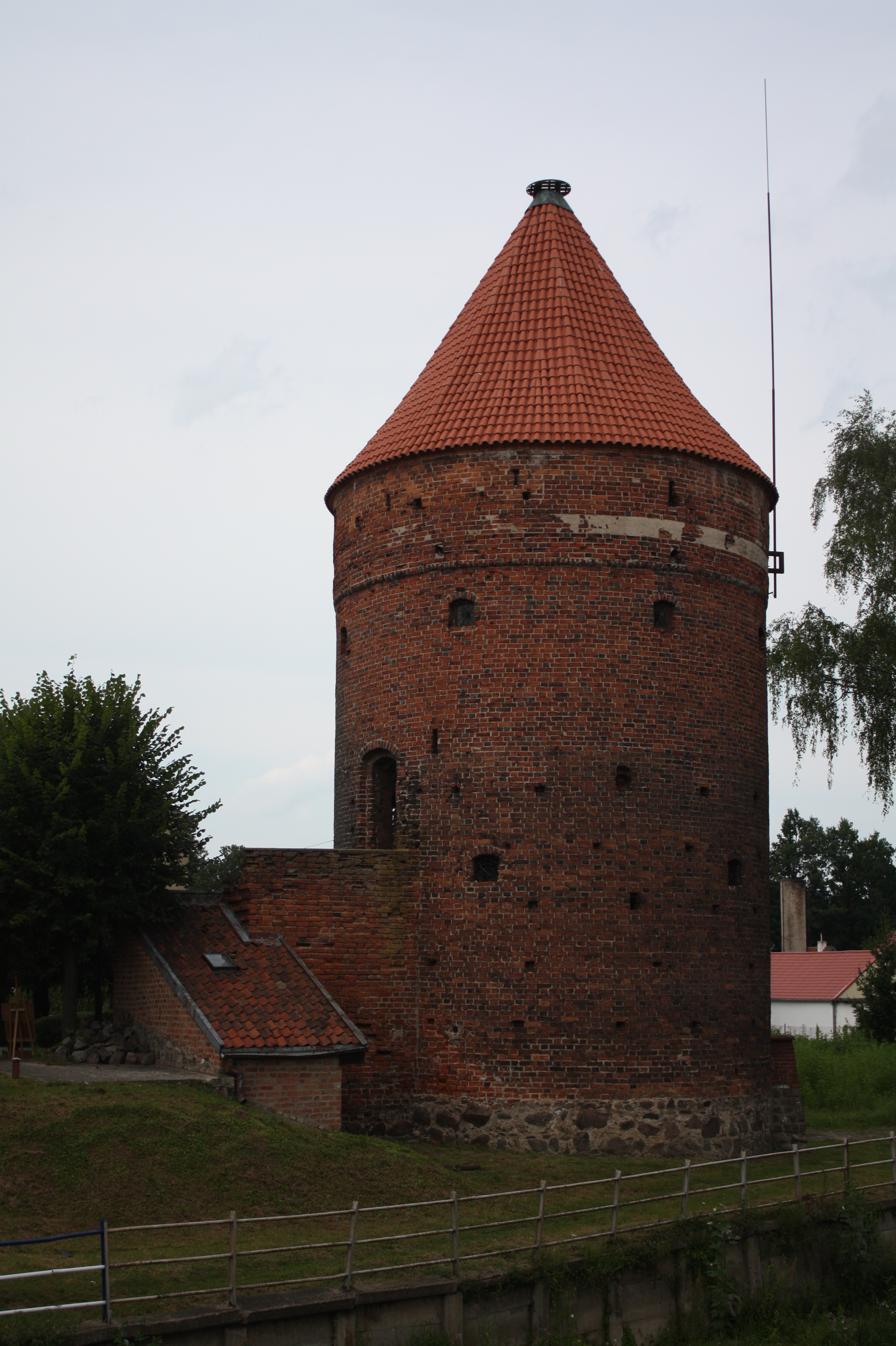
Baszta Bociania
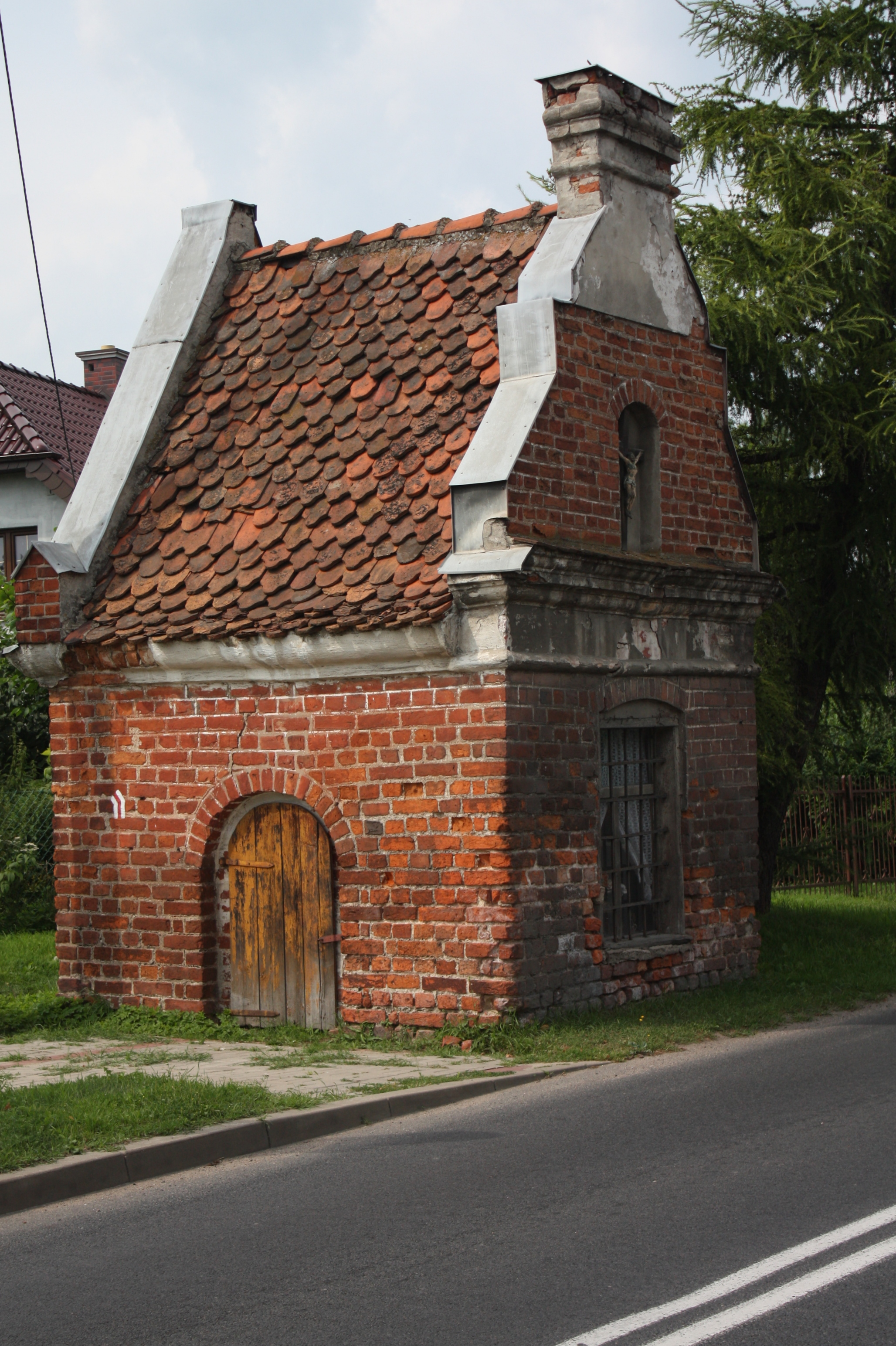
Kaplica św. Jerzego
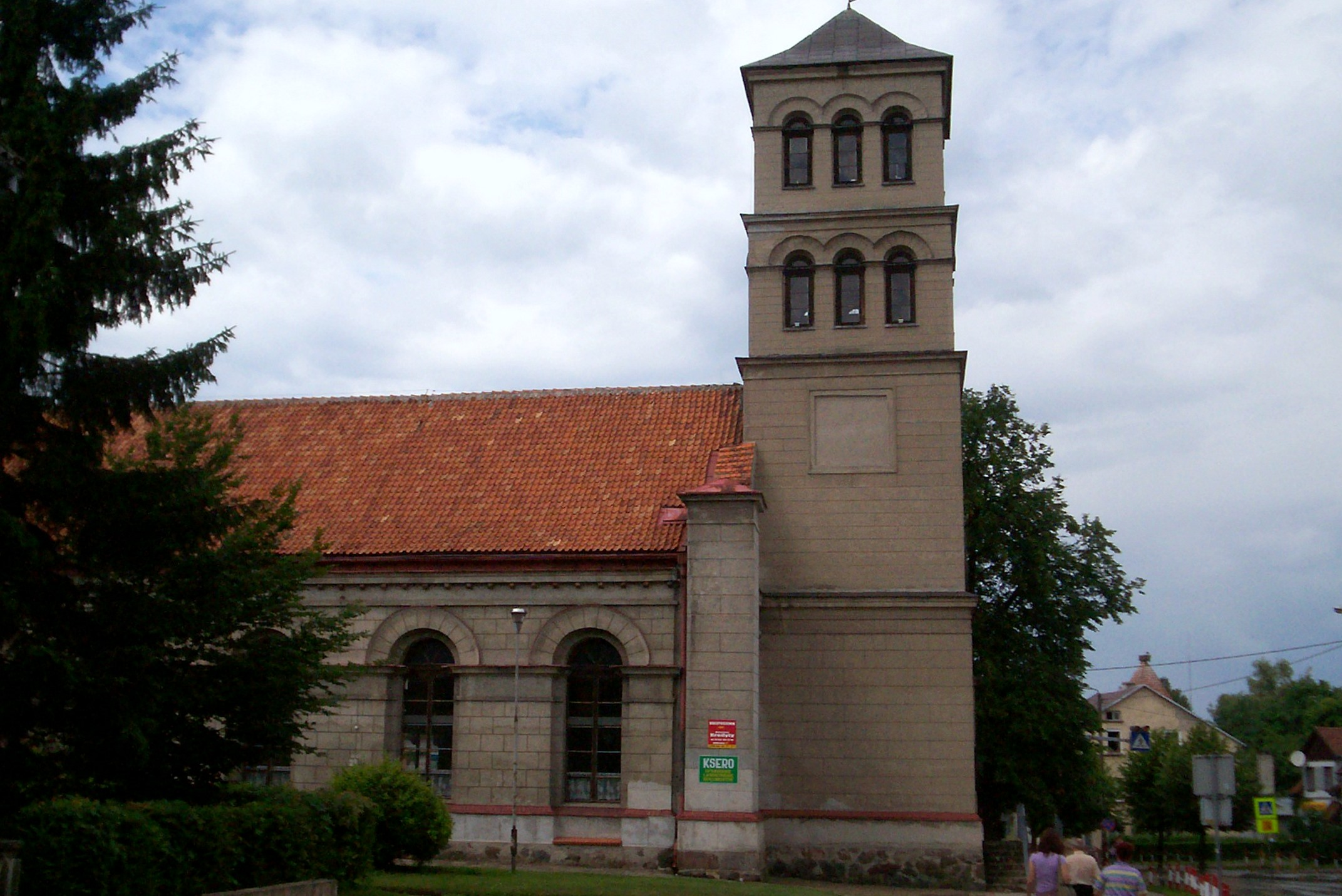
Kościół poewangelicki
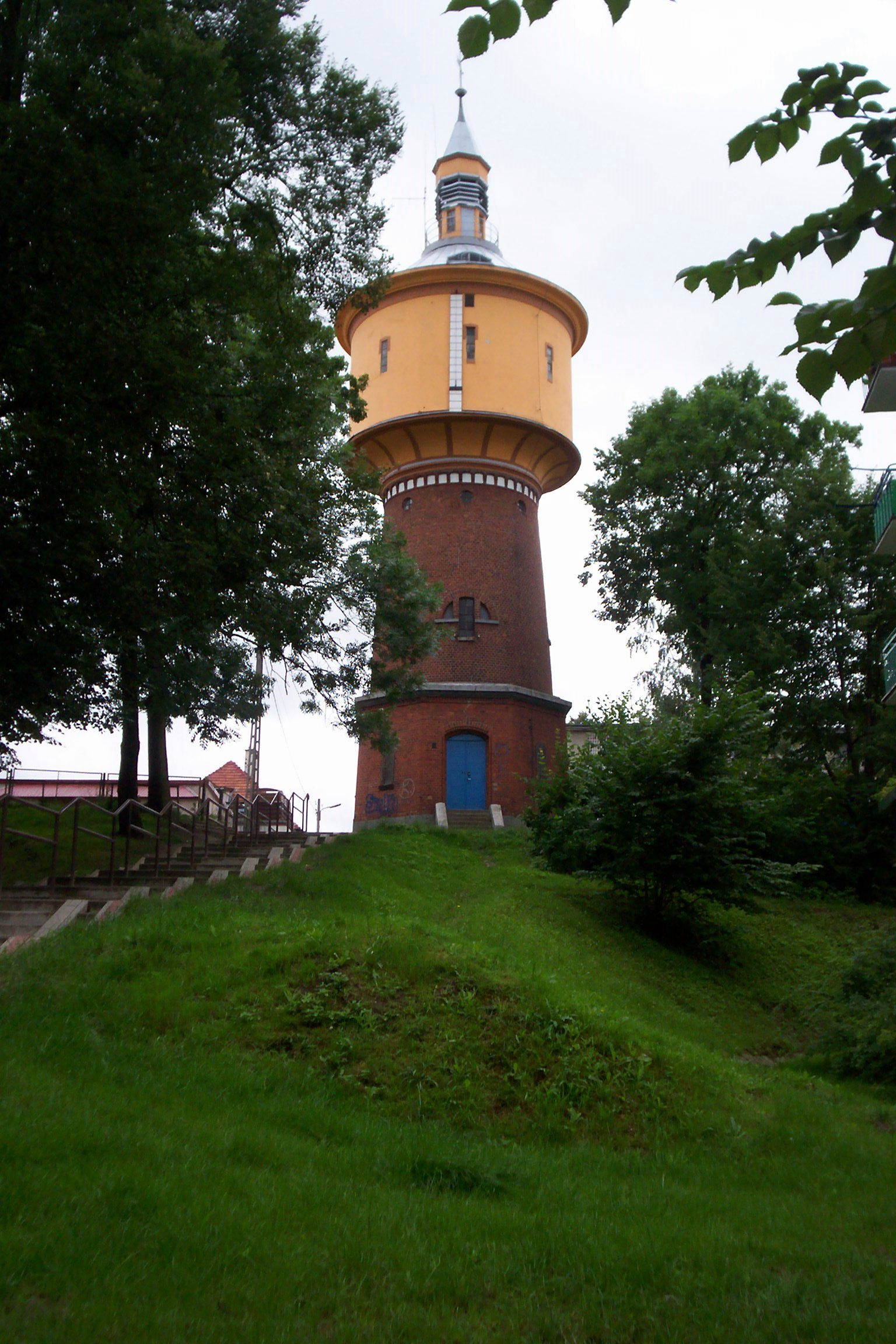
Wieża ciśnień
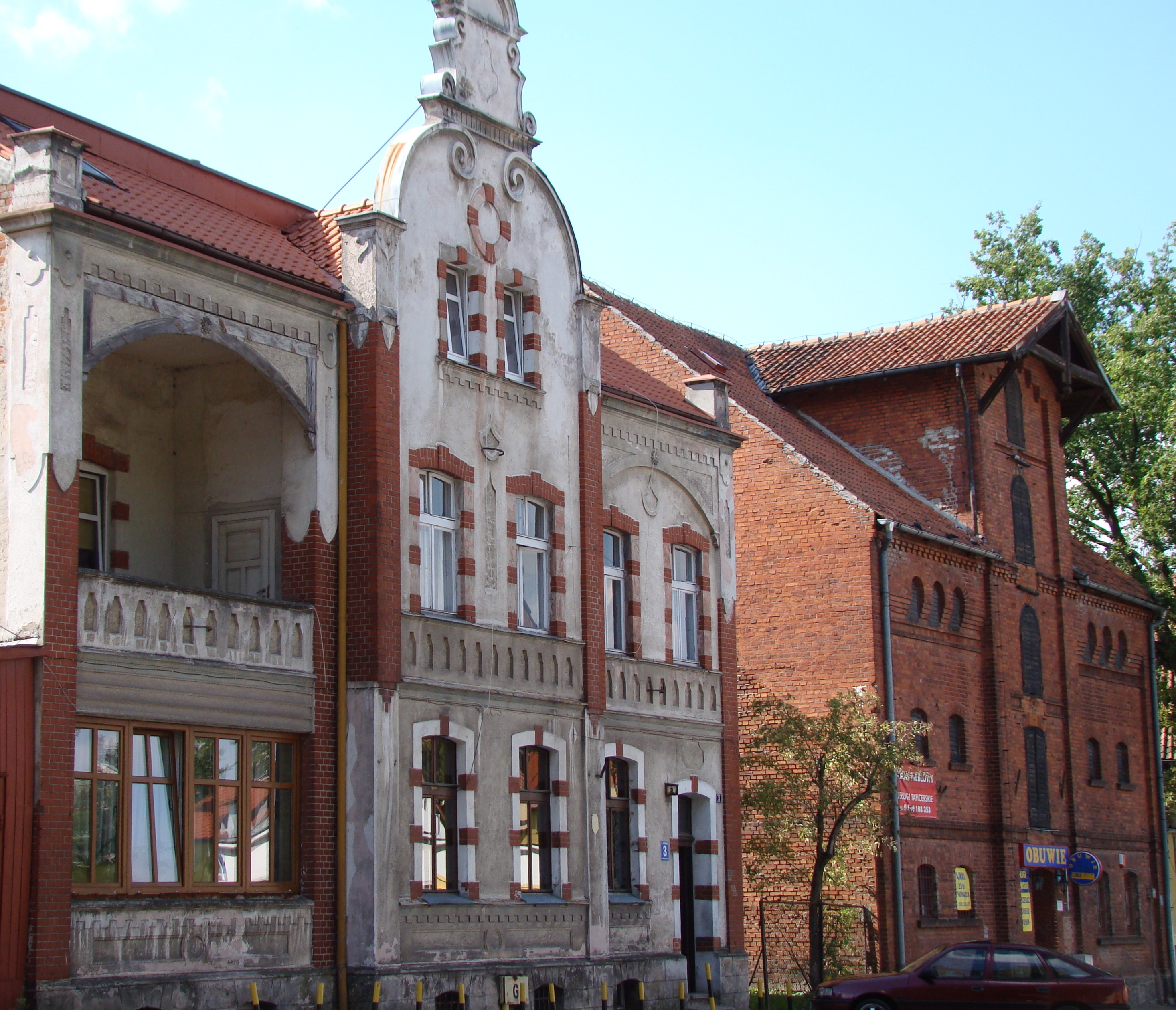
Kamienica i spichlerz przy ul. Warszawskiej

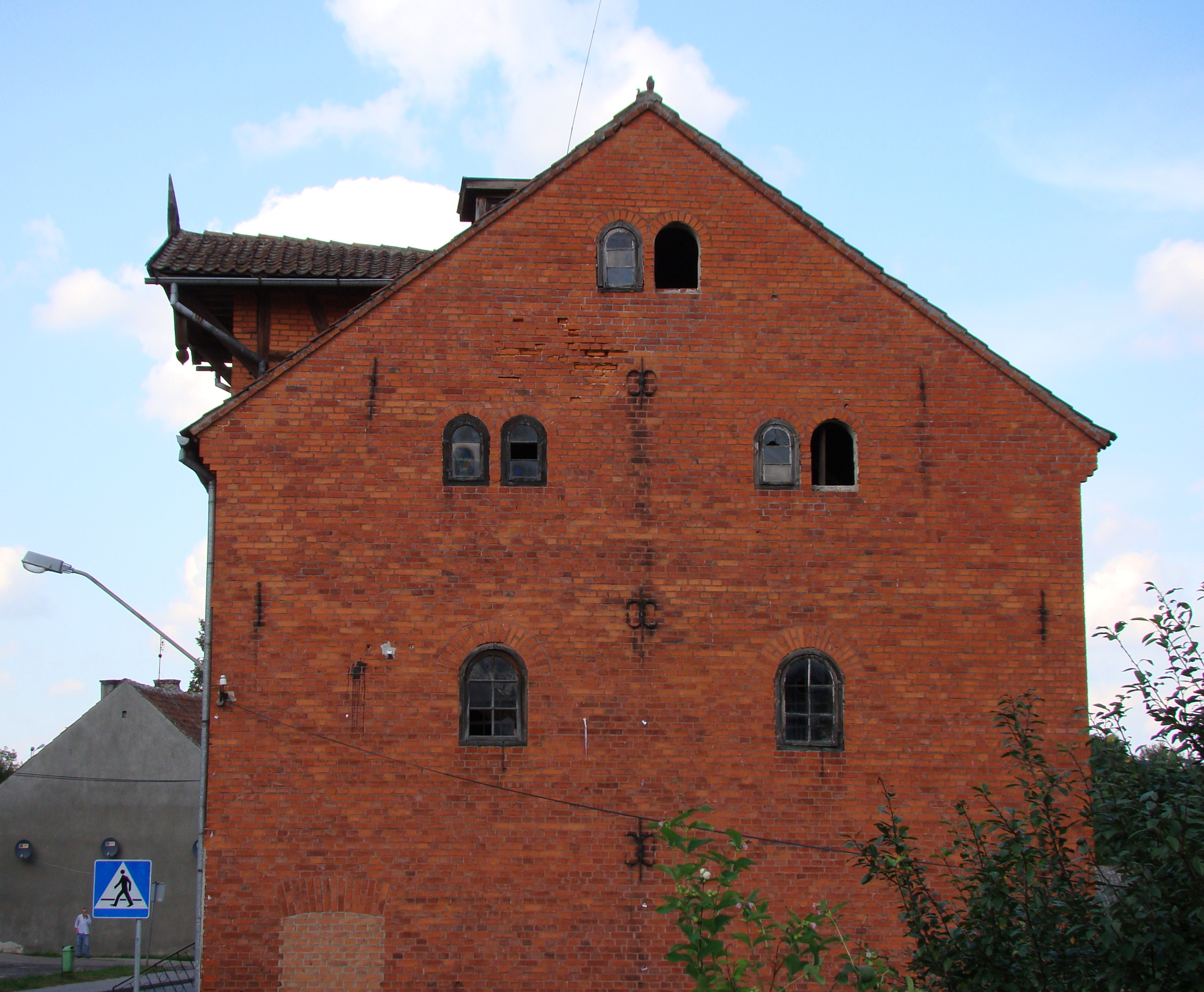
Spichlerz przy ul. Łużyckiej
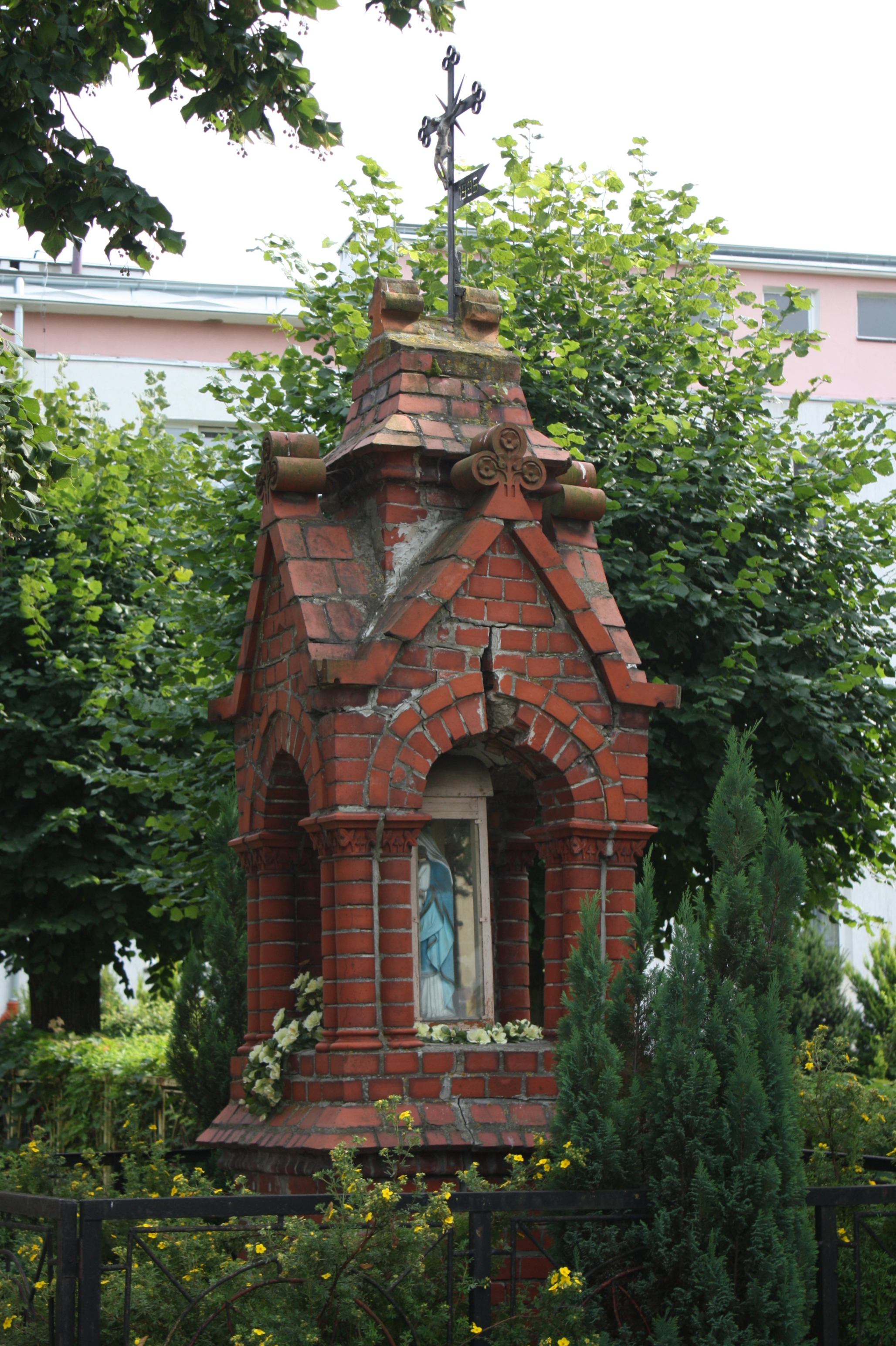
Kapliczka, ul. Grunwaldzka
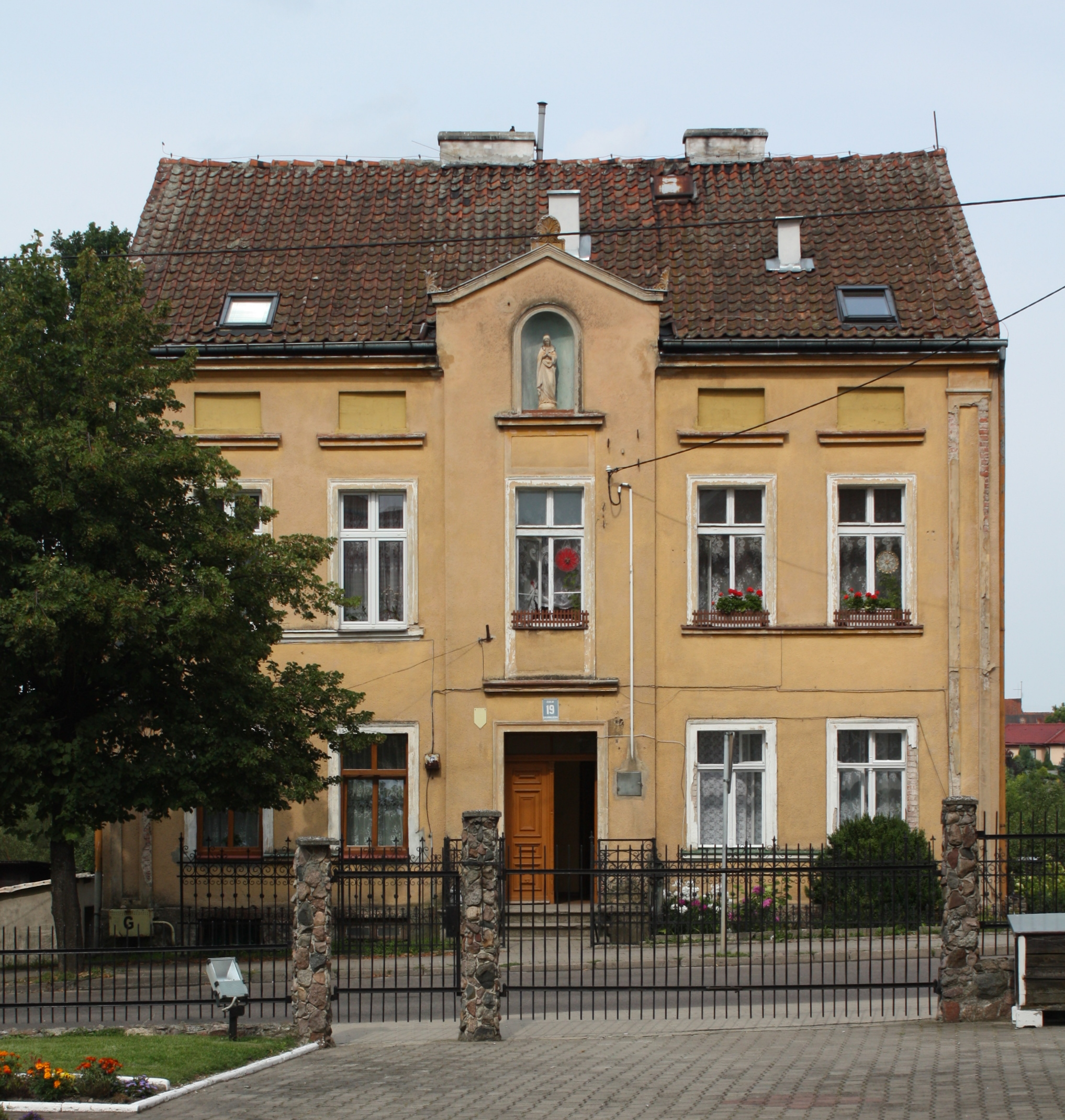
Kamienica przy ul. Grunwaldzkiej

| Rok   | 1772 | 1852 | 1920 | 1938 | 1955 | 1961 | 2018  |
| Osoby | 1731 | 3302 | 5132 | 6018 | 4315 | 5687 | 10239 |

## Transport

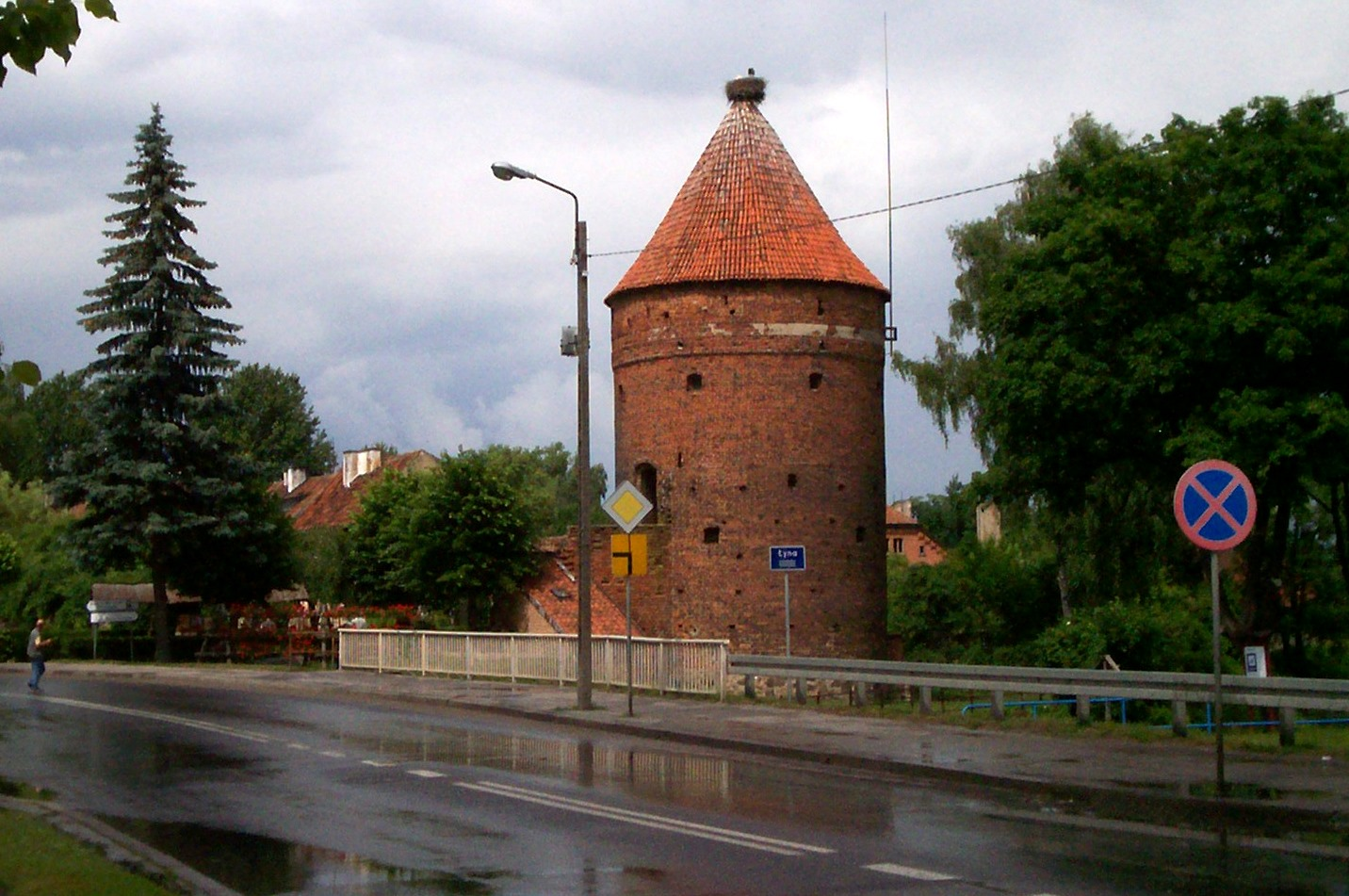
baszta Bociania przy drodze krajowej nr 51

Miasto jest węzłem drogowym ze stacją kolejową.
W mieście krzyżują się droga krajowa oraz trzy wojewódzkie:
- 51 Olsztynek – Olsztyn – Dobre Miasto – Lidzbark Warmiński – Bartoszyce
- 507 Dobre Miasto – Braniewo
- 530 Dobre Miasto – Ostróda
- 593 Miłakowo – Reszel

Linia kolejowa:
- 221 Olsztyn Gutkowo – Braniewo

## Sport
W mieście działa klub piłkarski DKS Dobre Miasto.

## Wspólnoty wyznaniowe
- Kościół rzymskokatolicki:

- kościół św. Faustyny Kowalskiej

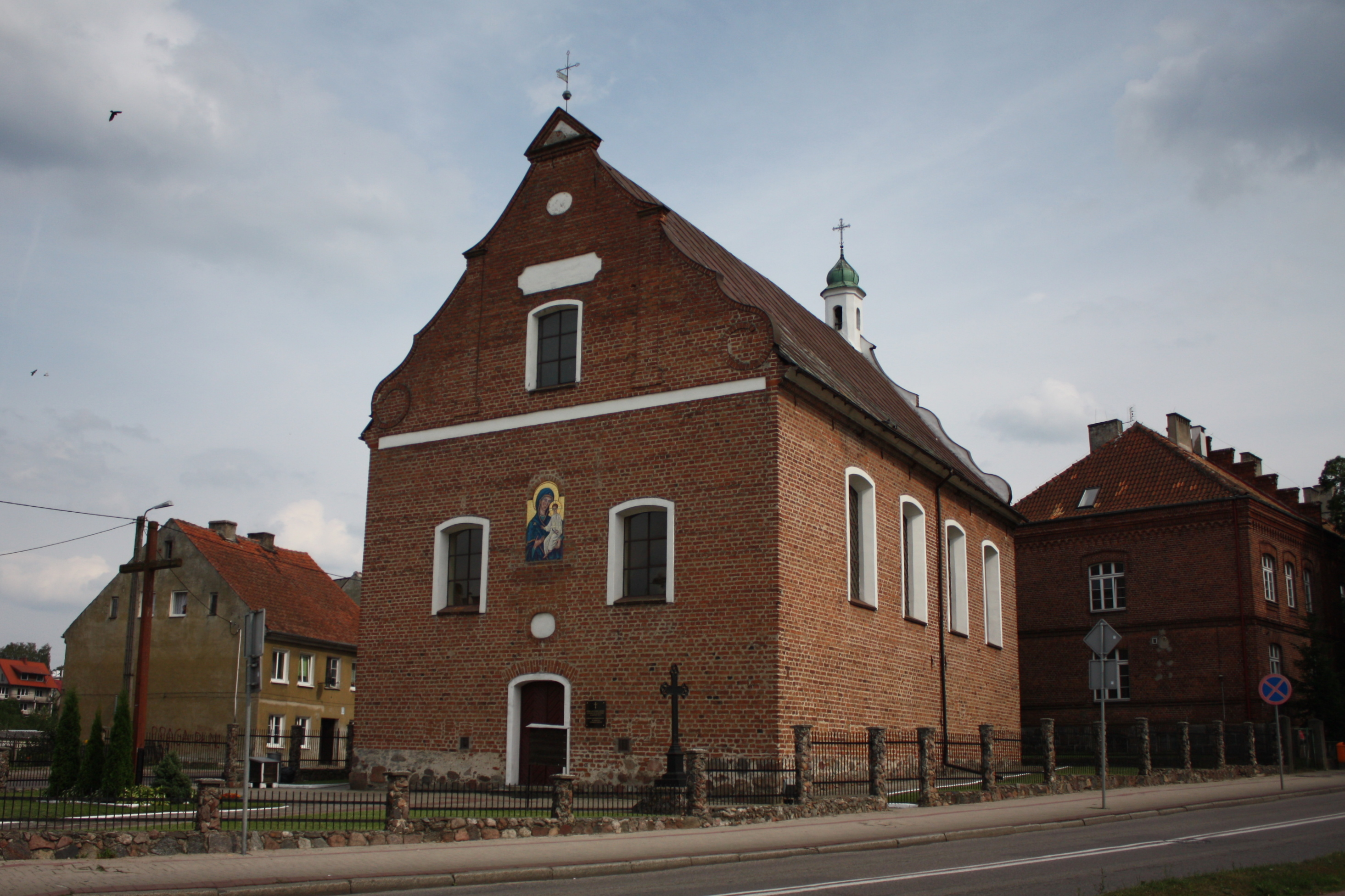
Cerkiew św. Mikołaja

- bazylika Najświętszego Zbawiciela i Wszystkich Świętych

- Świadkowie Jehowy:

- zbór Dobre Miasto (Sala Królestwa ul. Grunwaldzka 41)

- Kościół greckokatolicki:

- cerkiew pw. św. Mikołaja

## Miasta partnerskie

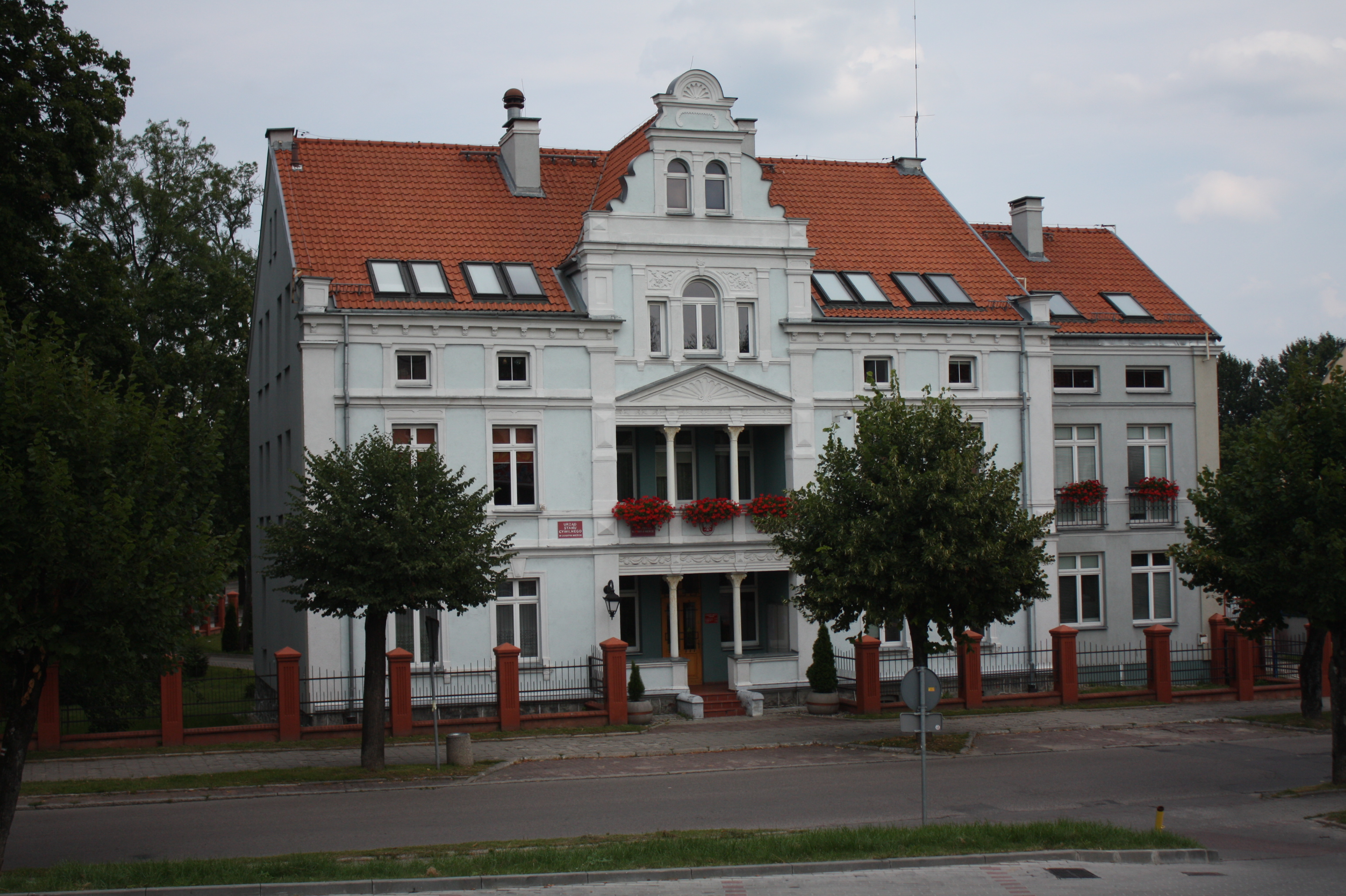
Urząd Miejski

Lista miast partnerskich Dobrego Miasta:
- Quakenbrück – Niemcy od 2000
- Montierchaume – Francja od 2002
- Kostopol – Ukraina od 2007

### Współpraca krajowa
- Dobre Miasto – Radzionków – Boguszów Gorce 2003
- Dobre Miasto - Nieporęt 2012[13]